# Arctosa nonsignata
Arctosa nonsignata là một loài nhện trong họ Lycosidae.
Loài này thuộc chi Arctosa. Arctosa nonsignata được Carl Friedrich Roewer miêu tả năm 1960.